# カードゲーム

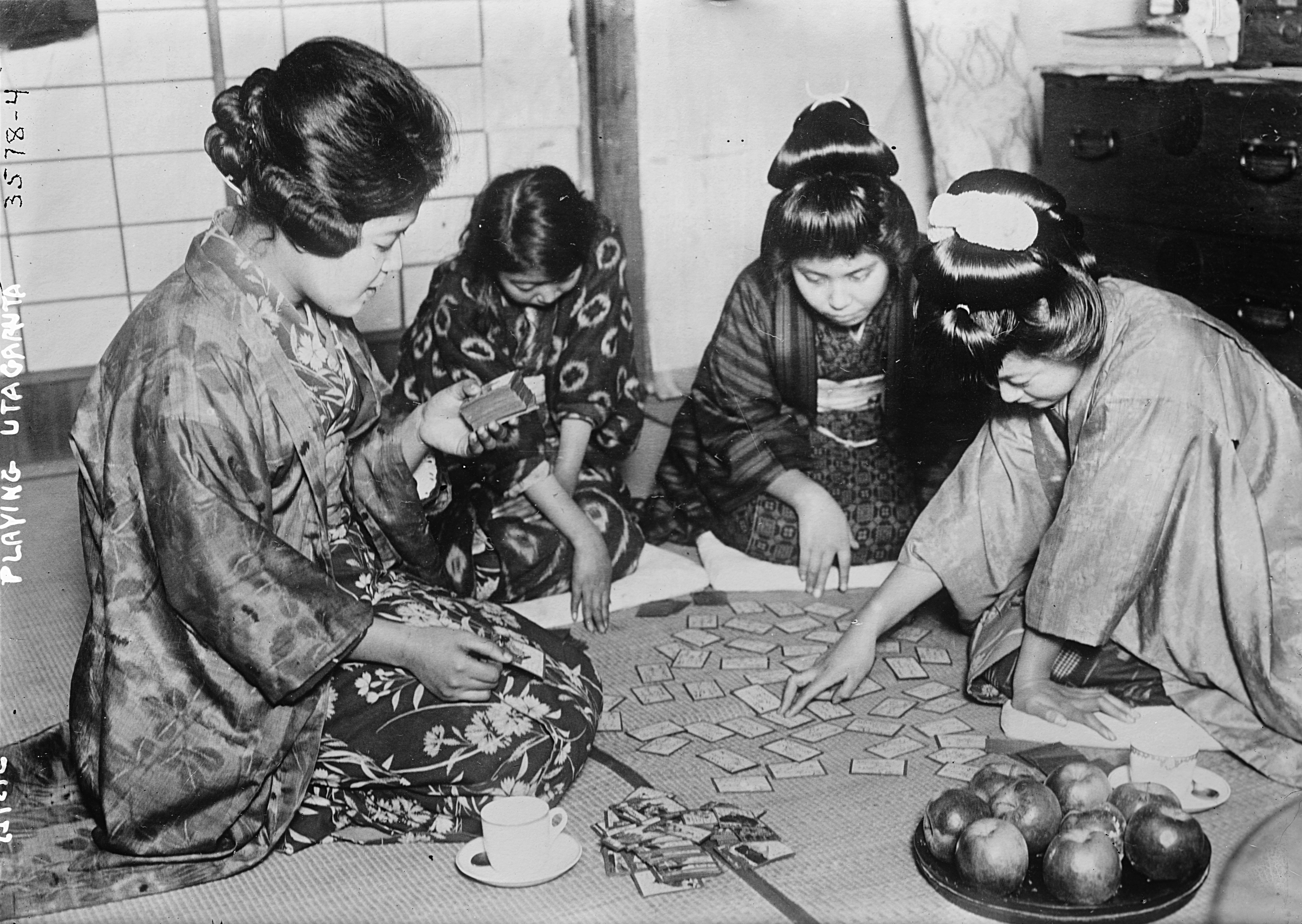
かるたをする女性ら（1900年頃）

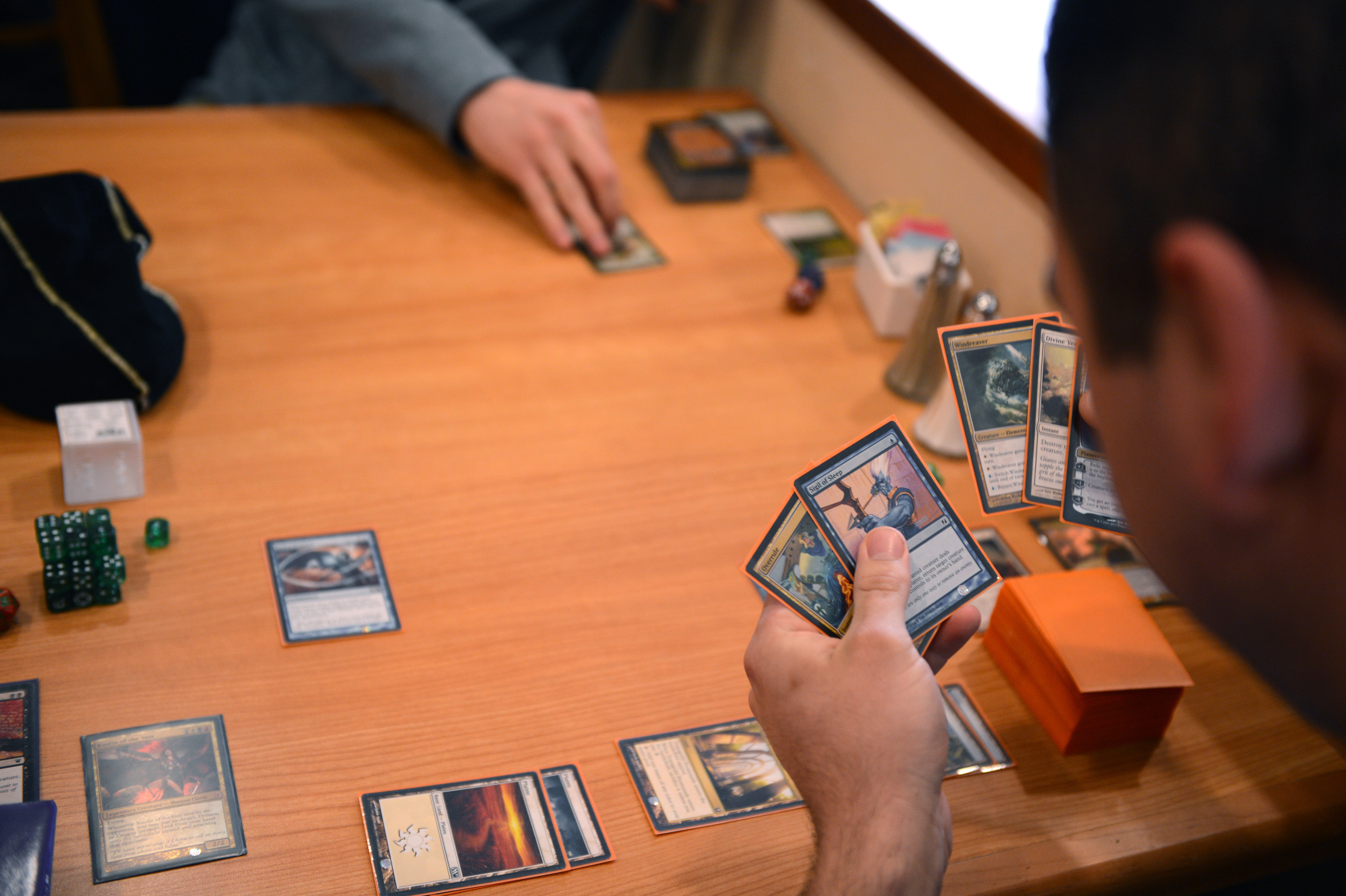
マジック:ザ・ギャザリングのプレイ風景

カードゲーム（Card Game）は、広義にはカードを使って行うゲームの総称。狭義にはいわゆるトランプを使ったゲームのこと。歴史的には麻雀やドミノなどのタイル（牌）を使うゲーム（タイルゲーム）と起源を同じくしており、タイルゲーム・カードゲームは手札（手牌）という要素によって、囲碁、リバーシ、将棋といったボードゲームと区別される。以下では、タイルゲームを除くカードゲームについて解説する。
ヨーロッパにこの種のゲームが現れたのは、14世紀のイタリアではないかと推測されている。その後、遊びの範囲を広くするため、ある特定のゲームを遊びやすくするため、今までの形式とは違った遊びをするため等の理由で専門のカードデッキが生まれた。
1993年発売のマジック:ザ・ギャザリングの流行以降、個人ごとに決められた範囲内で自由にカードデッキを作り、その内容を元に勝負に臨むトレーディングカードゲームが生まれ、独自の分化が築かれている。

## 方式

### 人数
カードゲームは大別して、1人で遊ぶもの（ソリティア）と、2人以上で遊ぶものに分けられる。また2人用のゲームは3人以上のゲームとくらべて特殊な構造をしていることが多い。たとえばすべてのカードを手札として配ってしまうと、2人の場合は相手が何を持っているのかが完全にわかってしまうので、カードの一部を配らないなどの工夫が必要になる。
3人以上のゲームでは、中心になる競技者（あるいは競技者のチーム）に対して、それ以外の競技者が協力して対抗するゲームと、各競技者がそれぞれ独立して戦うゲーム（カットスロート）がある。
4人以上のゲームでは、複数の競技者がチームを組んで競技するゲームもある。4人では向かい合った2人ずつが固定したチームを組み、5人では中心になるひとりの競技者がパートナーを指名するなどの方法が一般的に行われる。

### カードを配る
多くのゲームではカードを各競技者に配る。カジノゲームなど、誰が配るかがあらかじめ決まっていることもあるが、何らかの方法でゲーム参加者の中からディーラー（配り手）を決める必要がある場合も多い。ディーラーはじゃんけんなどで決めることも可能だが、より本格的には、カットによる方法が用いられる。すなわち、カードを裏向きに積んであるカードを、各競技者が適当なところで上下に二分し、その上半分の一番下のカードを見せてから元に戻す。一番高い（ゲームによっては一番低い）ランクのカードを選んだ競技者がディーラーになる。複数の競技者が同じランクのカードを選んだ場合は、該当する競技者だけでもう一度カットを行う。
ディーラーをこの方法で決定しなければならないのは最初の一回だけで、以降はディーラーが順番に次の競技者に移動するのが普通である。
通常はディーラーはカードをシャッフルし、ディーラー以外の競技者がカットしてからカードを配る。ゲームによってはシャッフルを禁止しているものや、配り方が細かく定められているものもある。

### 競技方向
カードゲームではしばしば各競技者が（あるいは各競技者に対して）順番にある行動をする場合がある（カードを1枚ずつ出すなど）。このとき、最初に行動した競技者から見て左へ左へと行われるのを「時計回り（または右回り）」といい、逆に右へ右へと行われるのを「反時計回り（または左回り）」という。
アジアでは全般的に反時計回りが多い。日本では時計回りはしばしば「泥棒回り」と言って嫌われる。
これに対して、イギリス・フランス・ドイツ・ロシアなどでは時計回りが多い。同じヨーロッパでもイタリア・スペイン・ポルトガル・スイス・バルカン半島などでは反時計回りが多い。北アメリカとオーストラリア・ニュージーランドでは時計回り、ラテンアメリカでは反時計回りが普通である。近代の日本は時計回りの国の影響が強かったため、トランプの場合は時計回りに競技することも多い。

## トランプゲーム
| - ポーカー - アルカナ40 - コントラクトブリッジ - ジン・ラミー - スペード - ナポレオン - ババ抜き - 7並べ - セブンブリッジ | - 神経衰弱 - ダウト - ページワン - 大富豪（大貧民） - ゴニンカン - ツーテンジャック - ハーツ - ブラックジャック - 51 - フリーセル |

## 汎用カードゲーム
トランプ以外でも、1セットのカードで複数の遊びができるものがある。
- タロット
- 花札
- 百人一首

## 専用カードゲーム
| - アイバンホ - 悪代官 - Up Front - アップルトゥアップル - あやつり人形 - アルゴ - イコールカード - イルミナティ - インカの黄金 - ウィザード - UNO - うんすんカルタ - エクスプレインザワード - お邪魔者 - O'NO 99 - おばけキャッチ - 俺のケツをなめろ! - かるた - 上毛かるた - 幻聴妄想かるた - キングス・コート - クーハンデル - クク - グラス - クリプト - クロノノーツ - ゲシェンク - ごきぶりサラダ - ごきぶりスープ - ごきぶりポーカー - コヨーテ - コロレット - コンチェルト・グロッソ、うさぎのコンサート - 三国殺 - サンファン - シェフィ - 水道管ゲーム - STUN - スティッヒルン - SUPER大戦略 - セット - XENO - ゼロ - そういうお前はどうなんだ? - そっとおやすみ - ダイナマイト・ナース - たった今考えたプロポーズの言葉を君に捧ぐよ。 - 「たべちゃうぞ！！」陸のなかまたち - 「たべちゃうぞ！！」海のなかまたち - ディクシット - テストプレイなんてしてないよ - 電車でGOゲーム - ドブル - ドミニオン | - ナンジャモンジャ - ニムト - ノイ - はぁって言うゲーム - バカカード - ハゲタカのえじき - バケツくずし - バトルライン - ハリガリ、ハリガリジュニア - バーンレート - ビッグチーズ - ぴっぐテン - ピット - ピラミッド・カードゲーム - ブクブク - フラックス - ブラックストーリーズ - フリンケピンケ - フロカティサーカス - プロ野球ゲーム - ペンギンパーティー - 偏継（へんつぎ） - 平安時代以降遊ばれた、偏と旁を組み合わせて漢字を作るゲーム。 - ボーナンザ - 北海道旅人ゲーム - ボトルインプ - ボブジテン / カタカナーシ - マンチキン - マンマミーア! - ミールボーンズ - 迷宮コンクエスト - 迷宮牧場の決闘 - モンスターメーカー - ラブレター - リミッツ - ロストシティ - ロッカ - ロテリア - ワードバスケット - 渡る世間はナベばかり |

## トレーディングカードゲーム
- バトルスピリッツ
- デュエル・マスターズ
- バディファイト
- マジック:ザ・ギャザリング
- ポケモンカードゲーム
- 遊☆戯☆王オフィシャルカードゲーム
- モンスターコレクション
- アクエリアンエイジ
- ガンダムウォー
- ランブリングエンジェル